# Dženi (strip)
Dženi je strip epizoda Dilana Doga objavljena u Srbiji u svesci #212. u izdanju Veselog četvrtka. Na kioscima se pojavila 11. aprila 2024. Koštala je 450 dinara (3,8 €; 4,1 $). Imala je 94 strane.

## Originalna epizoda
Originalna epizoda pod nazivom Jenny objavljena je premijerno u #420. regularne edicije Dilana Doga u Italiji u izdanju Bonelija. Izašla je 31.8.2021. Koštala je 4,9 €. Scenario je napisala Paola Baraldi prema motivima pesme Vaska Rosija, a nacrtao Davide Furno. Naslovnu stranu nacrtao Điđi Kavenago. Alternativnu naslovnu stranu nacrtao je De Tomaso Fabricio.

## Kratak sadržaj
Dilan se nalazi u tamnici. Sa druge strane zida čuje ženski glas. Radi se o devojci koja se zove Dženi. Ona je svojevoljno u tamnici jer je život u svetu nepodnošljiv. Zamera Dilanu što je došao i probudio nadu da će je spasiti. Želi da je ostavi na miru. Dilan pokušava da probije zid kako bi došao do Dženi. Uspeva da izađe iz svoje tamnice, ali nailazi na kuvara koji servira ljudsko meso, starca koji ne može da pobegne od sebe i nacistu koji pokušava da ga ubije. Bežeći od naciste, uspeva da uđe u Dženinu tamnicu. Nakon što pronalaze ključ za izlazak, Dilan odlazi dok Dženi ipak odliučuje da ostane u tamnici. Vozeći sam kroz kišnu noć, Dilan nailazi na Dženi koja stopira na ulici. Prima je u kola i počinje da živi s njom život iz početka. Nakon što Dženi izgubi veru u sebe i ubedi se da je gubitnik, odlučuje da napusti Dilana. Dilan je odvodi u Bethlem Royal Asylum, gde je ostavlja. Poslednja scena sugeriše Dilanovu neprekidnu potragu za Dženi.

## Trilogija pesama Vaska Rosija
Ovo je treća i posldnja epizoda koja je napravljena po motivima pesama Vaska Rosija. Naslov pesme je "Dženi je luda".

## Filmska umetnost
Dialn I Dženi na laptopu gledaju Hičkokov film Psiho, dok u bioskopu gledaju Badlands Terensa Malika.

## Odlazak Điđi Kavenaga
Ovo je poslednja epizoda za koje je korice nacrtao Điđi Kavenago. Kavenago je ovaj posao preuzeo od Anđela Stana (koji je na tom poslu radio od početka serijala 1986. godine) sa epizodom Izgubljene stvari (#154), koja je u Italiji izašla 2016, a u Srbiji 2019. godine. Od narednog broja posao crtanja naslovnih strana za redovnu ediciju preuzimaju braća Đanluka i Raul Čestar.

## Prethodna i naredna sveska
Prethodna sveska regularne edicije nosila je naslov Zora (#210), a naredna Varijabla (#212).